# Nycteris javanica
Nycteris javanica é uma espécie de morcego da família Nycteridae. Endêmica da Indonésia, onde pode ser encontrada apenas nas ilhas de Java, Nusa Penida e Kangean.